# Белград

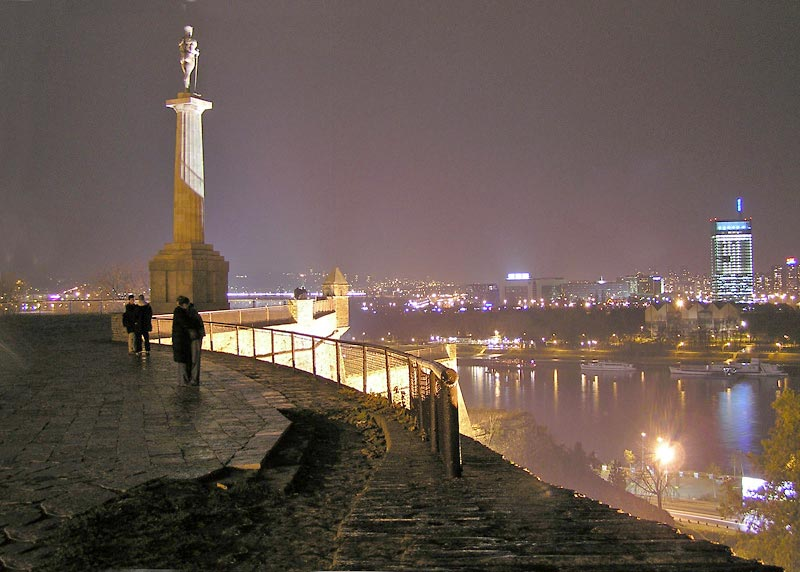
Панорама Белграда з фортеці Калемегдан

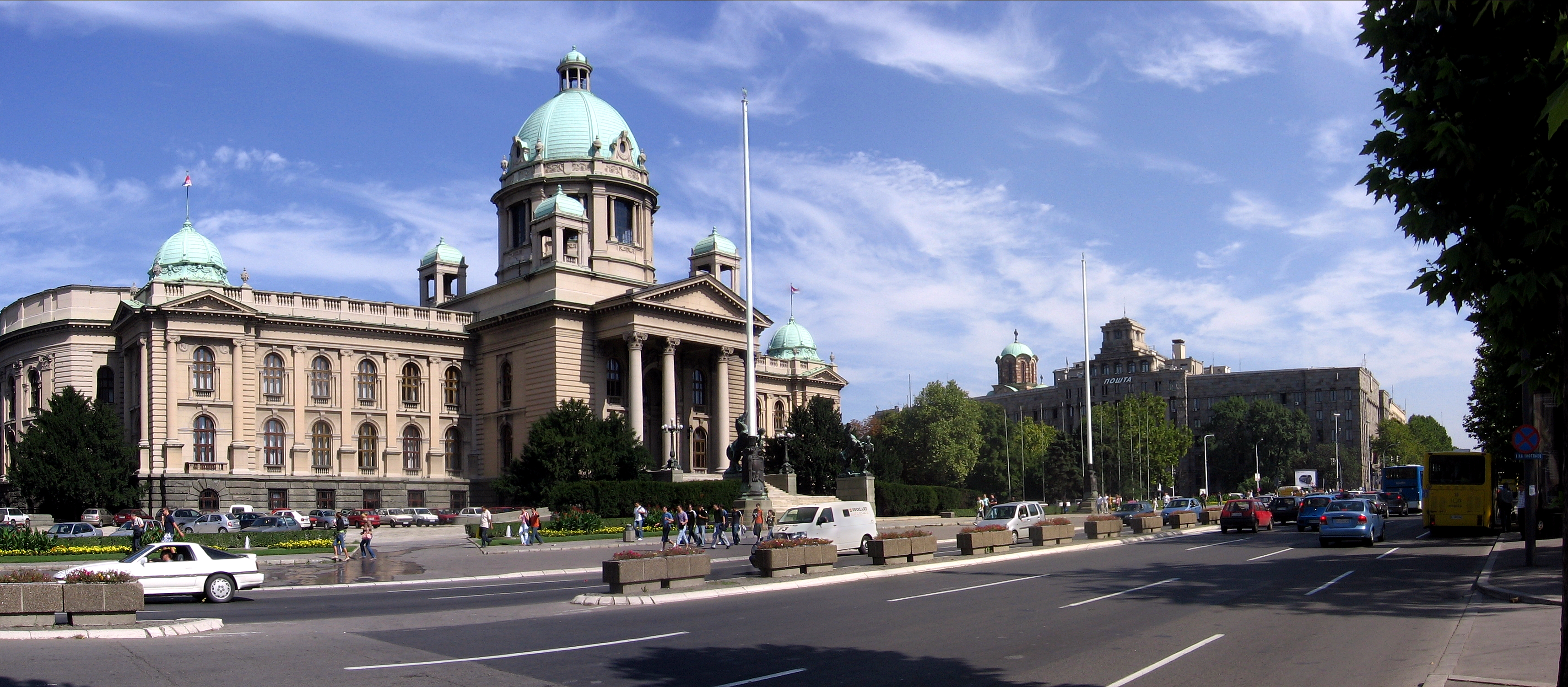
Будинок Сербської скупшини в Белграді

Белгра́д, Белґра́д (серб. Београд, Beograd) — столиця та найбільше місто Сербії. Розміщене біля злиття річок Сави на Дунаю та на стику Тисо-Дунайської низовини й Балканського півострова. Населення становить бл. 1,7 млн осіб — майже чверть населення Сербії.

## Передача назви
На початку XX століття назву міста передавали українською як Беоґра́д. Ще раніше «Руска граматика» радила писати «Білград», що відповідає українській традиції передачі слов'янських топонімів.

## Історія міста
Белград веде свою історію з III століття до н. е., коли кельти заснували на місці злиття річок Сава та Дунай своє останнє поселення Сінгідунум. У I столітті до н. е. Белград захопили римляни.
Слов'яни вперше оселилися у фортеці в VII ст. й назвали її Београд. У IX ст. місто захопили болгари, у XII ст. — угорці, які зруйнували його й побудували нове, що отримало назву Земун. Через деякий час Земун знищили візантійці, а на камінні споруджена белградська фортеця.
Сербським місто стало за часів правління короля Драгутина з династії Неманичів у XIII ст., столицею  — за часів деспота Стефана Лазаревича у XV ст.
У 1521 році Белград завоювали турки, і він став одним з важливих центрів Османської імперії на Балканському півострові.
Унаслідок сербського повстання (1806 та 1815) під керівництвом Карагеоргія місто визволено і воно знову стало столицею Сербського князівства.
У бурхливому минулому Белград завойовувало 40 армій і 38 разів його відбудовували з попелу.[джерело?]
З 1918 року — столиця Королівства сербів, хорватів і словенців (з 1929 р. Югославії).
У роки Другої світової війни Белград розбомблено та окуповано німцями. 20 жовтня 1944 року звільнено частинами Червоної армії та Народно-визвольної армії Югославії.

## Географія та клімат
Белград лежить на місці, де річка Сава впадає в Дунай. Більша частина міста лежить на правому березі річки Сави, на лівому — новий район.
Клімат — помірно континентальний. Середні температури січня — від −3 до +9 °C, липня — від +18 до +25 °C.
| Клімат Белграда         | Клімат Белграда | Клімат Белграда | Клімат Белграда | Клімат Белграда | Клімат Белграда | Клімат Белграда | Клімат Белграда | Клімат Белграда | Клімат Белграда | Клімат Белграда | Клімат Белграда | Клімат Белграда | Клімат Белграда |
| Показник                | Січ.            | Лют.            | Бер.            | Квіт.           | Трав.           | Черв.           | Лип.            | Серп.           | Вер.            | Жовт.           | Лист.           | Груд.           | Рік             |
| Абсолютний максимум, °C | 18,4            | 23,9            | 24,9            | 31,4            | 34,2            | 38,2            | 43,2            | 40,2            | 40,1            | 33,7            | 25,0            | 20,2            | 43,2.           |
| Середній максимум, °C   | 4,6             | 6,0             | 12,4            | 19,1            | 23,3            | 26,8            | 29,7            | 29,3            | 24,1            | 18,7            | 12,5            | 6,2             | 17,4            |
| Середня температура, °C | 2,2             | 3,1             | 8,5             | 14,3            | 18,3            | 21,9            | 24,3            | 23,9            | 19,3            | 14,5            | 9,1             | 4,0             | 13,6            |
| Середній мінімум, °C    | −0,1            | 0,3             | 4,5             | 9,6             | 13,4            | 17,0            | 19,0            | 18,5            | 14,4            | 10,0            | 5,6             | 1,7             | 8,5             |
| Абсолютний мінімум, °C  | −26,5,          | −25,5           | −14,7           | −3,4            | −0,4            | 3,8             | 8,4             | 6,7             | 0,6             | −13             | −14             | −19             | −26,5           |
| Норма опадів, мм        | 61              | 61              | 57              | 41              | 71              | 94              | 57              | 76              | 46              | 48              | 52              | 58              | 722             |
| ----------------------- | --------------- | --------------- | --------------- | --------------- | --------------- | --------------- | --------------- | --------------- | --------------- | --------------- | --------------- | --------------- | --------------- |
| Джерело: Weather Online |                 |                 |                 |                 |                 |                 |                 |                 |                 |                 |                 |                 |                 |

## Економіка
У Белграді та його передмістях (Земун, Железник, Раковиця тощо) зосереджені важливі економічні й сільськогосподарські потужності, знаходяться підприємства різних галузей машинобудівної, текстильної, шкіряно-взуттєвої, хімічної, деревообробної, поліграфічної та харчової промисловості. Переважають середні та невеликі підприємства. Значно поширене кустарне виробництво.

## Транспорт
Белград має першорядне транспортне значення як важливий залізничний вузол і місце перетину основних автомагістралей. Тут міститься міжнародний річковий порт, аеропорт і телекомунікаційний центр. Планують будівництво метро.

## Освіта
Основні наукові й освітні заклади столиці: Сербська академія наук, Белградський університет (1808), Вища технічна школа, ряд інститутів, Народна бібліотека (300 тис. томів).

## Культура
Давні стіни міста бачили кельтів і римлян, готів і франків, слов'ян і турків. Так тут виникла химерна суміш східної та західної культур.
Тепер Белград — столиця сербської культури, освіти й науки. У місті сконцентрована найбільша кількість установ національного значення з галузі науки та мистецтва. Тут розташовані Сербська академія наук і мистецтв, заснована в 1886 році як Сербська королівська академія, Національна бібліотека Сербії, що з'явилася в 1832  році, Національний музей, заснований в 1841 р., Національний театр, заснований у 1869  році, Музей Ніколи Тесли.

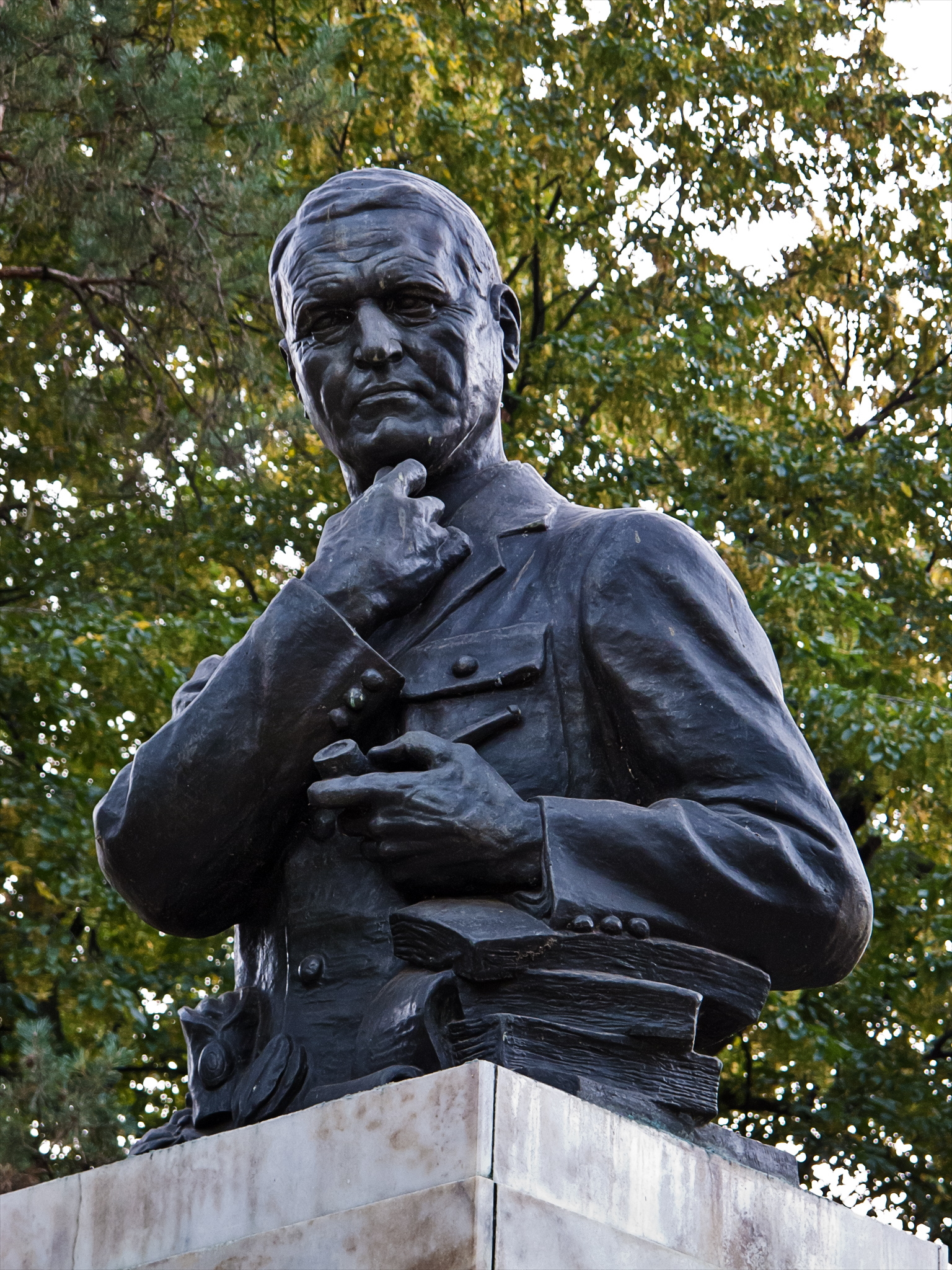
Пам'ятник Арчибальдові Райсу. Топчидерський парк

У Белграді містяться найважливіші пам'ятки сербської архітектури (Храм Святого Сави, Калемегдан із Белградською фортецею тощо), пам'ятки культури та інші нерухомі культурні цінності, а також численні археологічні розкопки зі зразками матеріальної культури, що свідчать про високорозвинену цивілізацію та культуру на території Белграда від праісторії дотепер.
У місті багато парків, найвідоміший із них  — Топчидер, у якому розміщена Резиденція князя Милоша. У центрі Белграда зосереджені визначні споруди XIX—XX ст. — будинок Народної Скупщини, Національний театр, ратуша, готель «Метрополь» та інші.
Один з найвідоміших сербських реп-гуртів — «Београдски синдикат».

## Міжнародні відносини

### Міста-побратими
Список міст-побратимів Белграда:
- Ковентрі, Велико Британія (1957)[10][11]
- Чикаго, США (2005)
- Любляна, Словенія (2010)[12][13]
- Скоп'є, Північна Македонія (2012)[14][15]
- Шанхай, Китай (2018)[16]
- Баня-Лука, Боснія і Герцеговина (2020)[17]

### Міста-партнери
Інші дружні відносини та співробітництво:
- Афіни —  Угода про дружбу і співробітництво, листопад 1966 р.[19]
- Будапешт — Угода про дружбу і співробітництво, грудень 1970 р.[19]
- Рим —  Угода про дружбу і співробітництво, жовтень 1971 р.[19]
- Берлін — Угода про дружбу і співробітництво, листопад 1978 р.[19]
- Пекин — Угода про співпрацю, жовтень 1980 р.[19][20]
- Алжир — Декларація про спільні інтереси, лютий 1981 р.[19]
- Тель-Авів — Угода про співпрацю, травень 1990 р.[19]
- Бухарест — Протокол про співпрацю, вересень 1999 р.[19]
- Київ — Угода про співпрацю, травень 2002 р.[19]
- Москва — Програма співпраці, грудень 2002 р.[19]
- Загреб — Лист про наміри, жовтень 2003 р. (підписано спільно з Любляною)[19]
- Любляна — Лист про наміри, жовтень 2003 р. (підписано спільно з Загребом)[19]
- Баня-Лука — Угода про співпрацю, квітень 2005 р.[19][21]
- Подгориця — Протокол про співпрацю, липень 2010 р.[19]
- Скоп'є — Угода про співпрацю, березень 2012 р.[19]
- Мінськ — Угода про співпрацю, червень 2014 р.[19]
- Берн — Угода про співпрацю, лютий 2016 р.[19]
- Тегеран — Меморандум о понимании, сентябрь 2016 г.[19]
- Астана — Протокол про наміри, листопад 2016 р.[19]
- Відень - Угода про співпрацю між містом Відень та містом Белград, жовтень 2019 р.[19]

Деякі муніципалітети міста також мають побратимські зв'язки з невеликими містами або районами інших великих міст.

### Нагороди
Белград отримав різноманітні внутрішні та міжнародні відзнаки, зокрема французький орден Почесного легіону (проголошений 21 грудня 1920 року; Белград є одним із чотирьох міст за межами Франції, поряд із Льєжем, Люксембургом і Волгоградом, які отримали цю нагороду), Чехословацький військовий хрест (нагороджений 8 жовтня 1925), югославським Орденом Зірки Караджорджа (вручений 18 травня 1939) та югославським Орденом Народного Героя (проголошений 20 жовтня 1974, у 30-ту річницю повалення нацистської окупації під час Другої світової війни). Усі ці нагороди були отримані за бойові дії під час Першої та Другої світових воєн. У 2006 році журнал Financial Times «Прямі іноземні інвестиції» присвоїв Белграду звання «Місто майбутнього Південної Європи».

## Персоналії
- Мілан Ракич  (1876—1938) — сербський поет та дипломат
- Олівера Маркович (1925—2011) — югославська та сербська акторка.
- Милорад Павич  (1929—2009) — сербський поет, прозаїк, літературознавець, перекладач.
- Мілета Проданович  (* 1959) — сербський прозаїк, поет і художник, професор Академії мистецтв у Белграді.
- Зоран Чалич  (1931—2014) — сербський режисер.
- Мілена Дравич (1940—2018) — сербська актриса
- Індіра Арадинович (* 1986) — сербська співачка.
- Лейла Хот  (* 1986) — сербська співачка
- Новак Джокович  (* 1987) — сербський тенісист.
- Горан Маркович  (* 1946) — сербський кінорежисер.

### українці
- Гернгросс Борис Володимирович — генеральний хорунжий армії Української Держави. Похований у місті.
- Єщенко Микола Дмитрович — генерал-хорунжий Армії УНР.

## Галерея

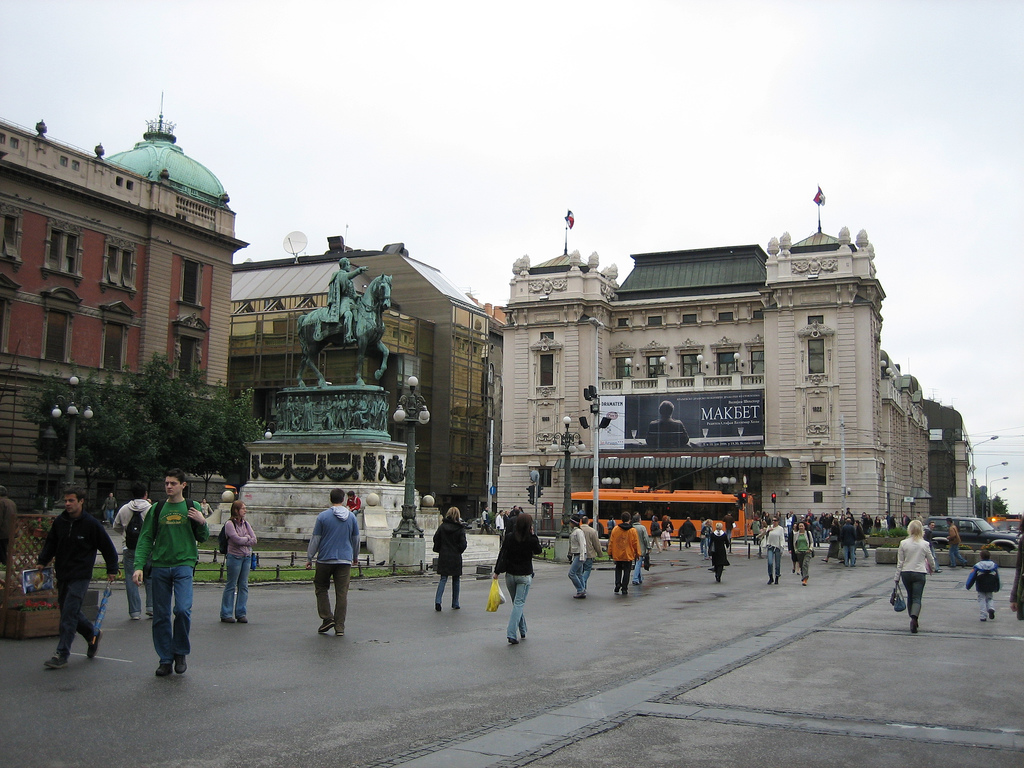
Площа республіки та Національний театр Сербії
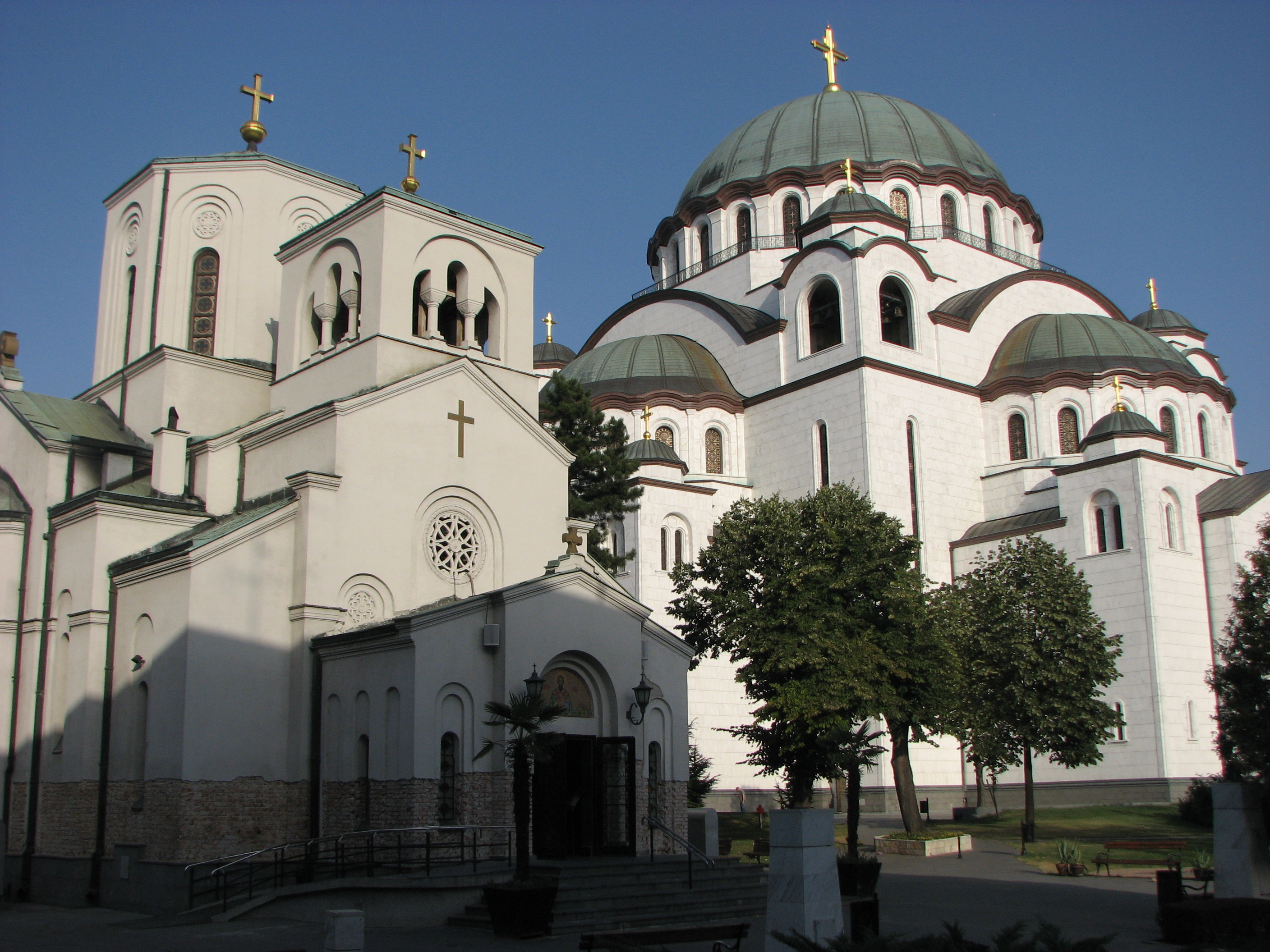
Храм святого Сави
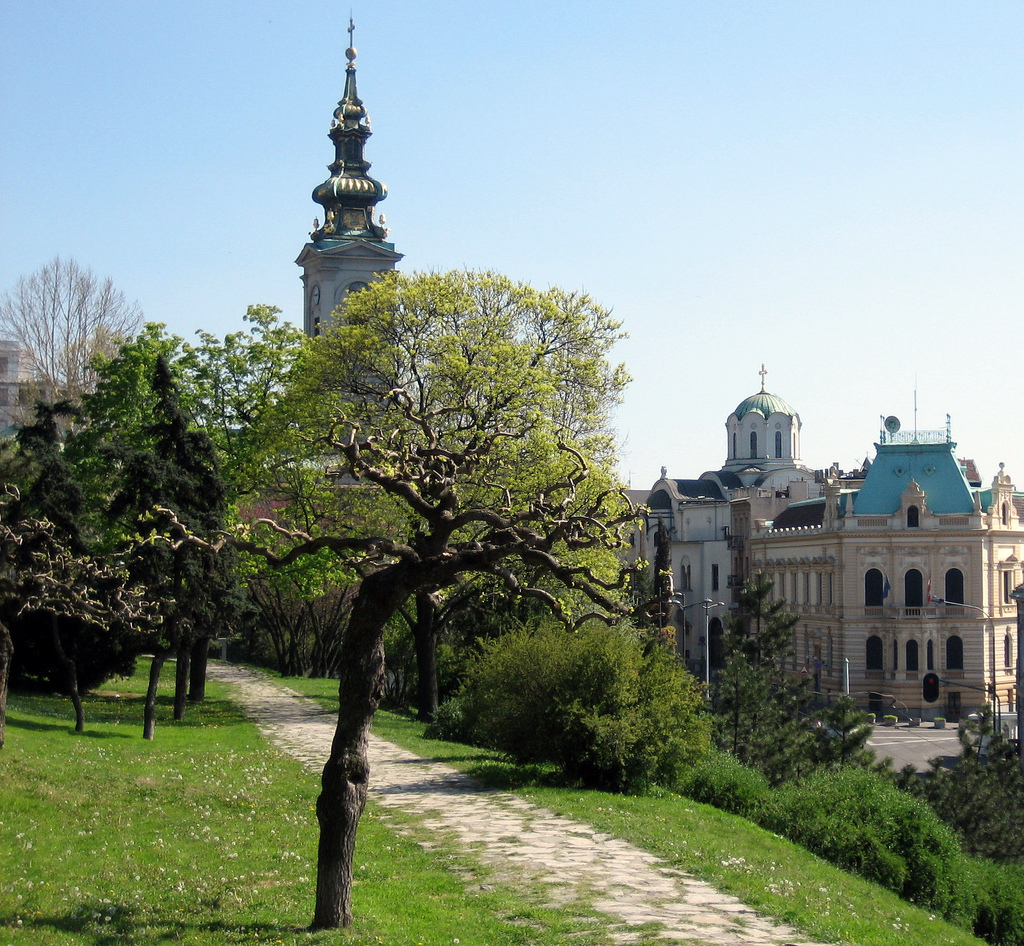
Белградська фортеця
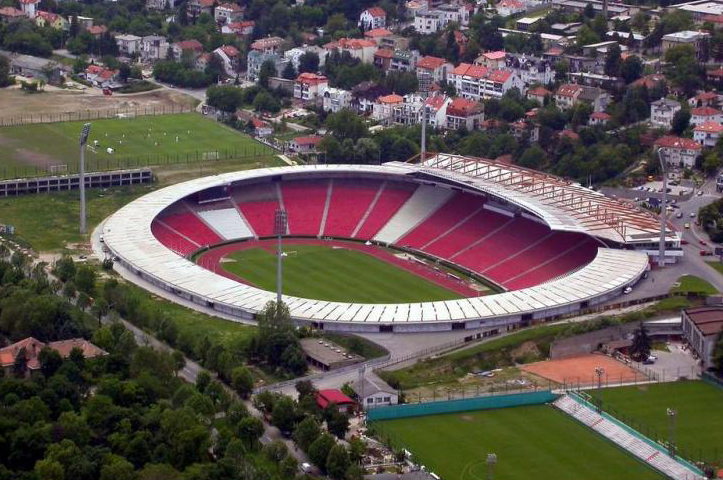
Стадіон «Црвена Звезда»